# 山口サビエル記念聖堂
山口サビエル記念聖堂（やまぐちサビエルきねんせいどう）は、山口県山口市にあるキリスト教カトリック広島教区の聖堂。ザビエル記念聖堂とも呼ばれるが、施設名としてはサビエルと濁らないのが正式である。

## 概要
フランシスコ・ザビエルの来日（山口での布教活動）400年記念として1952年（昭和27年）に建てられた。
初代の聖堂は、ザビエルの生家で、スペインのナバーラ州パンプローナ近郊にあるザビエル城を模して建てられたもの（パンプローナ市は1980年に山口市と姉妹都市提携を結んでいる）で、市民にも広く親しまれていた。だが、1991年（平成3年）9月5日に失火により全焼。サビエル記念聖堂の所有者であるイエズス会より多くの資金援助を受け、更に、種々の教会関係機関、山口信徒、ならびに山口市民、全国から寄せられた善意の募金により1998年（平成10年）4月29日に再建された。
再建された聖堂は、イタリア人神父のコンスタンチノ・ルッジェリと建築家ルイジ・レオニのデザインによるものである。高さ53mの2本の塔とテントを模した大きな屋根が全体を覆う構造をもつが、これについては「神が私たちと一緒におられるしるしとして、教会の形をテント（幕屋）にし」「二つの塔が天にのびることによって、サビエルを記念するだけではなく、現代の人々に神様のことを強く思い出させる形」を意識したものだという。
この構造はカトリック教会の伝統的な建築様式と比してかなり斬新なものであった。初代聖堂の面影をほとんど残すことなく再建された聖堂は、当初、従前の聖堂の姿に慣れ親しんできた市民からの異論を引き起こした。しかし、2本の尖塔をもつ白色の教会堂は緑豊かな風景に違和感なく調和しており、現在では山口市民の憩いの場として親しまれ、山口を代表する観光地として定着している。
山口市の中心市街地は高層建築物が少ないため、亀山の中腹にたつ50m超の2本の塔は遠くからでも眺めることができ、いわば山口市のランドマーク的な存在ともなっている。
毎日午前7時から午後9時までの間には15分ごとにカリヨンの鐘が鳴らされ、市民に時を知らせる調べとして旧聖堂の時代から親しまれ続けている。このカリヨンの鐘はイタリア製で、音の異なる大小9つの鐘を18基のモーターを駆動させてたたくことにより音色を奏でている。ハンマーを動かすモーターが2011年3月に故障したときには部品の手配が困難なことから以後2年以上にわたって定時の鐘が休止されていた（結婚式等のイベント時には紐で引く方式で鐘を鳴らしていた）が、機器更新を経て2013年12月25日に定時の鐘の音が復活した。